# Мали мозак
Мали мозак (лат. Cerebellum) је смештен у задњој лобањској јами, потпуно одвојен од доње плоче великог мозга дупликaтуре dura mater cerebri. Испод и са предње стране одвојен је од задњег дела понса четвртом комором, а од продужене мождине проширењем субарахноидалног простора великом цистерном (cisterna magna).
На малом мозгу се разликују развојни (старији) и млађи део. Сива маса налази се на површини као кора cortex cerebri. Бела маса смештена је у унутрашњости као медуларно тело corpus modulare.
Састоји се од непарног средишњег дела који се назива вермис и две церебеларне хемисфере. Са можданим стаблом је повезан са церебеларним педункулима и то горњим (brachium conjuctivum), средњим(brachium pontis)) и доњим (corpus restiforme).
Функцијски се разликују три дела: вестибулоцеребелум (повезује мали мозак са вестибуларним системом), спиноцеребелум који је битан за ход и стајање те шаље модулирајуће импулсе у nucleus ruber те цереброцеребелум којему кортекс великог мозга шаље информације о планираној моторичкој радњи 